# Diocèse de Yarmouth
 (mars 2024).
Si vous disposez d'ouvrages ou d'articles de référence ou si vous connaissez des sites web de qualité traitant du thème abordé ici, merci de compléter l'article en donnant les références utiles à sa vérifiabilité et en les liant à la section « Notes et références ».
Le diocèse de Yarmouth, situé dans la province canadienne de la Nouvelle-Écosse, a été érigé canoniquement le 6 juillet 1953 par le pape Pie XII. Il a été uni en 2009 à l'archidiocèse de Halifax pour former l'archidiocèse de Halifax-Yarmouth. L'église cathédrale de ce diocèse était la cathédrale Saint-Ambroise de Yarmouth. 

## Officiants

### Évêques
- Albert Leménager (1953 - 1967)
- Austin-Emile Burke (1968 - 1991)
- James Matthew Wingle (1993 - 2001)

### Administrateurs apostoliques
- Terrence Thomas Prendergast, S.J. (2002 - 2007)
- Claude Champagne, O.M.I. (2007)
- Anthony Mancini (2007 - 2009)

### Articles liés
- Yarmouth (Nouvelle-Écosse)
- Assemblée des évêques de l'Atlantique
- Église catholique au Canada
- Conférence des évêques catholiques du Canada